# Lijst van burgemeesters van Roden
Dit is een lijst van burgemeesters van de voormalige Nederlandse gemeente Roden in de provincie Drenthe tot 1 januari 1998). Op deze datum werden de voormalige gemeenten Norg, Peize en Roden samengevoegd tot de nieuwe gemeente Noordenveld.
| Ambtsperiode | Naam burgemeester               | Partij of stroming | Bijzonderheden                                         |
| ------------ | ------------------------------- | ------------------ | ------------------------------------------------------ |
| 1811-1823    | Jan Wilmsonn Kymmell            |                    |                                                        |
| 1823-1874    | Coenraad Wolter Ellents Kymmell |                    | zoon van zijn voorganger                               |
| 1875-1877    | Jhr. Hendrik van der Wijck      |                    |                                                        |
| 1878-1897    | Frank Frederik Elias Borger     |                    |                                                        |
| 1897-1933    | Gerardus van Wageningen         |                    |                                                        |
| 1934-1941    | Hugo Willibrord Bloemers        |                    |                                                        |
| 1941         | Statius Georg Römelingh         |                    | waarnemend, tevens burgemeester van Peize              |
| 1941-1943    | Hendrik Roelof Bruininga        |                    | Vervolgens burgemeester van Odoorn                     |
| 1943-1945    | H. Spijkerman                   | NSB                |                                                        |
| 1946-1952    | Harmannus Helwerda              | PvdA               |                                                        |
| 1952         | P.D. Edel                       |                    | waarnemend burgemeester, tevens burgemeester van Peize |
| 1952-1957    | N.J.C. Cramer                   | PvdA               |                                                        |
| 1958-1970    | Marten Bushoff                  | PvdA               |                                                        |
| 1970-1979    | Jan Haite Riemersma             | PvdA               |                                                        |
| 1980-1998    | Jaap Verkerk                    | PvdA               |                                                        |